# Johann König
Johann König   (Nuremberg, 21 d'octubre de 1586 - Nuremberg, 4 de març de 1642) va ser un pintor alemany. Fill d'un orfebre de Nuremberg, König era seguidor d'Adam Elsheimer. Actualment és conegut principalment pels seus plafons de coure molt finament pintats.

## Vida
König va néixer a Nuremberg el 1586, fill de l'orfebre Arnold König. El seu coneixement de les obres de Hans Rottenhammer sobre gent gran suggereix que podria haver passat els seus anys d'aprenentatge a Augsburg (possiblement amb Rottenhammer).
El que és cert està demostrant que va passar un any allotjat a Venècia i a Roma del 1610 al 1614. Aquí, possiblement, va prendre contacte el desembre de 1610 amb Adam Elsheimer abans de morir. Elsheimer treballa directament estimulant la creativitat de Königs. Fins i tot les primeres obres de König reflecteixen l'art del paisatge d'Elsheimer.
Juntament amb les obres de Paul Brill van exercir una forta influència sobre el jove pintor. Probablement va ser a Roma on va entrar en contacte amb les primeres obres de Carlo Saraceni.
El 1614 va tornar a Augsburg i es va casar i també va rebre els drets de pintor pel gild local. El 1622 es va convertir en membre del gremi de pintors, un any després, va passar a ser membre del Gran Consell. Després del 1620 va treballar junt amb Matthias Gundelach i Johann Matthias Kager en les decoracions de l’Ajuntament d'Augsburg creades per Elias Holl.
Després de l'edicte de restitució, va retornar per motius religiosos el 1631 a Nuremberg, on va morir després de continuar treballant el març de 1942.

## Obra

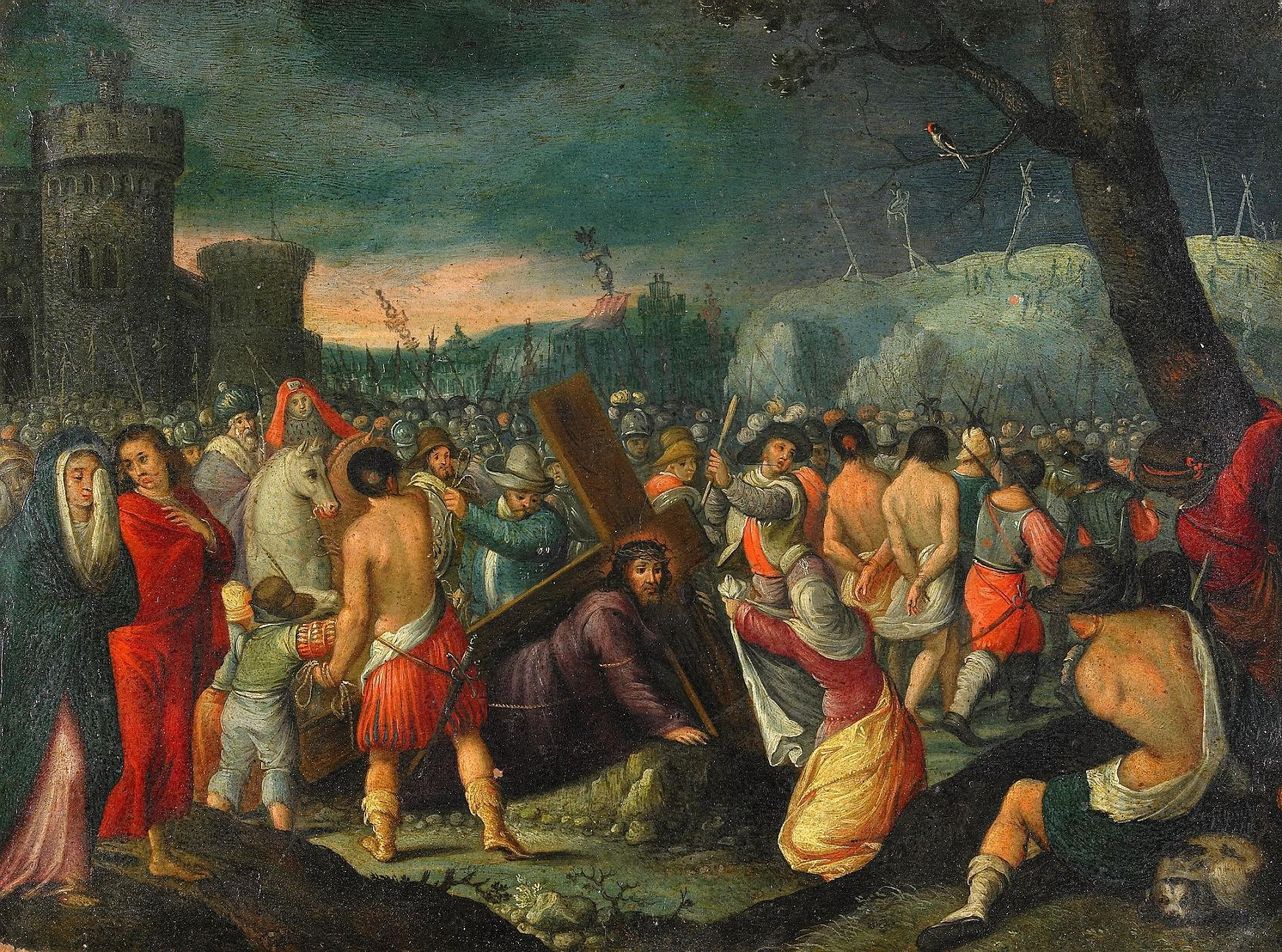
Jesús que aguanta la creu

König era conegut com a pintor d’imatges de petit format sobre coure i miniatures de colors i peces de Kunstkammer sobre marbre. A Philipp Hainhofer li va agradar molt i li va donar una vegada i una altra fulls de pedigrí, etc. Les necessitats de l'Ajuntament d'Augsburg van fer que se li encarreguessin les tres imatges monumentals de la sala i la sala del tribunal del sud-oest.
Menys conegut és König per a una sèrie de grans teles amb personificacions de virtuts i governants romans, que va pintar per a l'Ajuntament d'Augsburg, i que ara es mostren juntament amb cinc dibuixos de les col·leccions d'art municipals del Schaezlerpalais d'Augsburg. Altres obres de König es troben al Louvre de París, al Kunsthistorisches Museum de Viena, a la galeria d'art de Berlín, al Hessian State Museum de Darmstadt, a la Staatliche Kunsthalle Karlsruhe, al National Museum of Germanic de Nuremberg i a l'Ashmolean Museum d'Oxford.
Tot seguit apareixen algunes peces úniques de format mitjà-gran sobre tela, com la pintura de Sant Pere, al Museu Herzog Anton Ulrich de Braunschweig i la pintura de la lapidació de Sant Esteve.

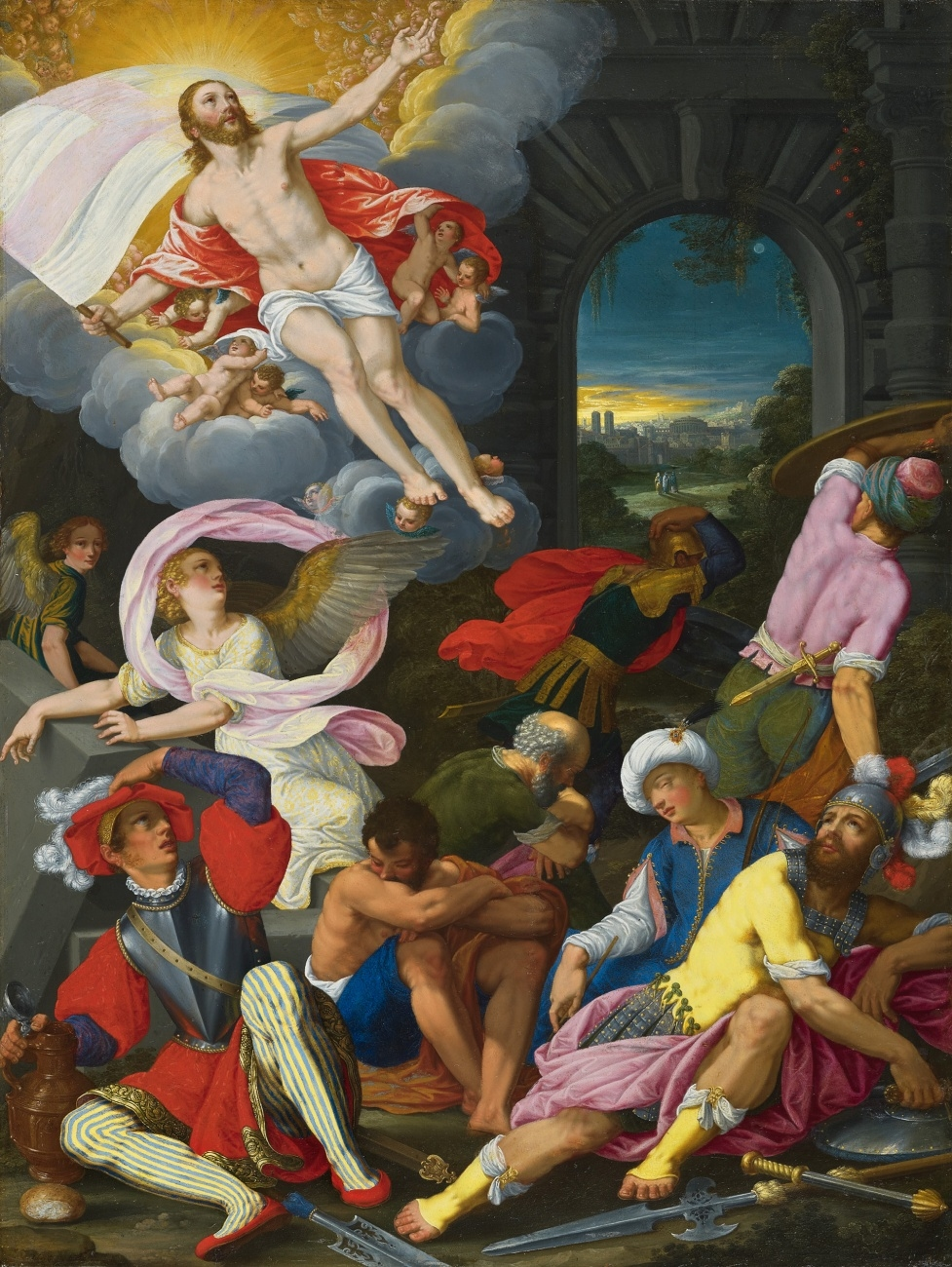
Ascensió de Crist